# Tyndareos

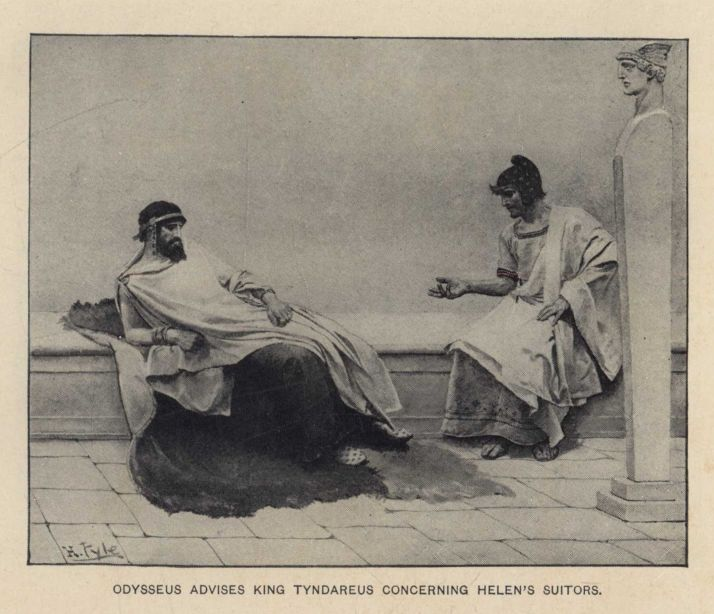
Odysseus och Tyndareos.

Tyndareos var i grekisk mytologi kung i Sparta, make till Leda.  
Leda blev förförd av Zeus i svangestalt, ett populärt motiv i senare konst.